# Spencer Clark (Rennfahrer)
Spencer Clark (* 29. Januar 1987 in Las Vegas, Nevada; † 21. Mai 2006 in Albuquerque, New Mexico) war ein US-amerikanischer Rennfahrer.

## Leben
Schon Spencer Clarks Vater T. J. Clark war Rennen gefahren. Spencer begann im Alter von fünf Jahren mit dem Rennfahren in der Mickey Thompson Pee Wee Motorcycle Series und fuhr im Alter von acht Jahren Go-Kart-Rennen. Später gewann er in der Legends Car Series mehrere Trophäen, wo er seit 2000 an den Start ging. Es folgten in den Jahren 2003 und 2004 Truckrennen, außerdem gewann er in der NASCAR Super Late Model division den Rookie-Titel. Im März 2006 hatte er sein NASCAR Nationwide Series-Debüt.
Am 21. Mai 2006 wurde sein Truck samt Anhänger auf der Heimfahrt von einer Rennvorbereitung von einer starken Windböe erfasst. Der Fahrer verlor die Kontrolle über das Fahrzeug; Clark und sein Teammitglied, der 28-jährige Andrew Phillips, wurden aus dem Wagen geschleudert und fanden den Tod.